# District historique de Death Valley Scotty
Le district historique de Death Valley Scotty – ou Death Valley Scotty Historic District en anglais – est un district historique américain situé dans le comté d'Inyo, en Californie. Protégé au sein du parc national de la vallée de la Mort, il est inscrit au Registre national des lieux historiques depuis le 20 juillet 1978. Il comprend les bâtiments du Scotty's Castle d'une part et du Lower Vine Ranch d'autre part.